# 本郷村 (広島県沼隈郡)
本郷村（ほんごうむら）は、広島県沼隈郡にあった村。現在の福山市本郷町にあたる。

## 地理
- 河川：本郷川[2]

## 歴史
- 1889年（明治22年）4月1日、町村制の施行により、沼隈郡本郷村が単独で村制施行し、本郷村が発足[1][2]。
- 1954年（昭和29年）3月31日、沼隈郡松永町、神村、金江村、東村、藤江村、柳津村と合併し、市制施行して松永市を新設して廃止された[1][2]。

### 地名の由来
本郷、神、今津、東、西の5か村からなる新荘の中心地（本郷）であったため。

## 産業
- 農業、畳表、花筵[2]

## 教育
- 1891年（明治24年）第五尋常小学校が本郷尋常小学校となる[2]。以後、1907年（明治40年）本郷尋常高等小学校、その後、本郷尋常小学校、1921年（大正11年）本郷尋常高等小学校と変遷[2]。